# Mer Rouge (Louisiane)
Pour les articles homonymes, voir Mer Rouge.
Mer Rouge est un village situé dans la paroisse de Morehouse dans l'État de la Louisiane aux États-Unis. Au dernier recensement de la population en l'an 2000, le village de Mer Rouge comptait 721 habitants. D'après le Bureau du recensement des États-Unis, le village a une superficie totale de 3,3 km2.

## Histoire
La toponymie de son nom est d'origine française. Il daterait de l'arrivée des premiers colons français à l'époque de la Louisiane française et de la Nouvelle-France. En effet ce lieu était une prairie couverte de fleurs de couleur rouge. Au XIXe siècle, le site du premier village s'appelait Prairie Mer Rouge.
À la fin du XIXe siècle, bien que le premier chemin de fer passât par leur village, les habitants ne purent imposer Mer Rouge comme chef-lieu de la paroisse de Morehouse.
En août 1922, dans une affaire qui eut un retentissement national, des membres du Ku Klux Klan enlevèrent deux Blancs - Filmore Watt Daniel et Thomas Fletcher Richard - à Mer Rouge. Après les avoir torturés et tués, les hommes du Klan abandonnèrent leurs cadavres près du lac Lafourche. À la suite de ces meurtres, le gouverneur de Louisiane, John M. Parker, demanda l'aide du département fédéral de la Justice pour débarrasser son État de la violence du Klan.

## Géographie
La ville de Mer Rouge est située à une trentaine de kilomètres au Sud du Parc d'État de Chemin-A-Haut. La localité de Mer Rouge est également située à égale distance entre deux bayous, le bayou Bartholomew et le bayou Bonne Idée.